# Sint-Antoniuskapel (Montfort)
De Sint-Antoniuskapel is een kapel in Montfort in de Nederlandse gemeente Roerdalen. De kapel staat aan het begin van de Heinsbergerweg nabij de kruising met de Brandlintjesweg ten oosten van het dorp.
Op ongeveer 960 meter naar het zuidwesten staat de Mariakapel.
De kapel is gewijd aan de heilige Antonius.

## Gebouw
De wit geschilderde kapel is een niskapel opgetrokken op een rechthoekig plattegrond en wordt gedekt door ruw grijs geschilderd tentdak met op de top een wit kruis. Op de (grijze) dakrand is rondom het tentdak een (grijze) omhoog uitstekende bloktand aangebracht en onder de dakrand een witte bloktandlijst. De gevels kenmerken zich elk door een grijze richthoek met wit middenvlak met links en rechts ervan een grijze band die aan de bovenzijde eindigt in een ♠. De grijze rechthoek in de voorgevel bestrijkt enkel de onderste helft van de gevel. Erboven bevindt zich de segmentboogvormige nis die wordt afgesloten met een zwart geschilderd spijlenhek. 